# 세계어

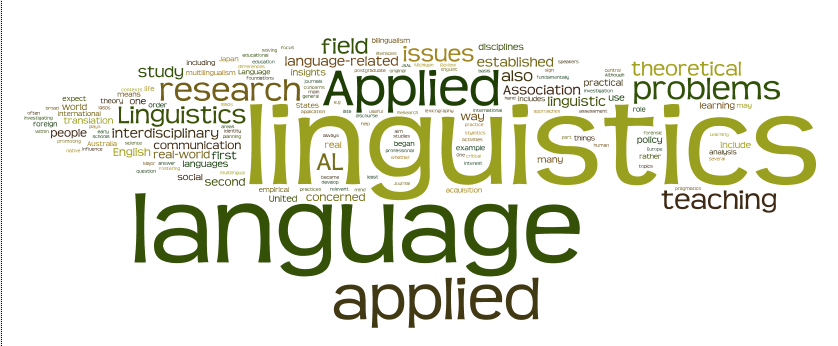

세계어는 세계에서 제2언어로 사용하는 언어다. 사용자가 많더라도 같은 민족이 밀접한 지역에서 사용되거나 단일 국가 내에서 사용하는 언어, 분단 국가에서 사용하는 언어는 세계어로 치지 않는다.

## 세계어 목록
- 영어 - 전 세계에서 쓰고 있다.
- 러시아어 - 1991년 소련으로부터 독립한 11개국의 중앙아시아 국가에서 쓰고 있다.
- 스페인어 - 라틴 아메리카, 그리고 아프리카에서 사용, (적도 기니, 사하라 아랍 민주 공화국).
- 프랑스어 - 아프리카 일부 국가, 남미 일부 국가에서 쓰고 있다.
- 독일어 - 유럽 일부 국가, 아프리카 남부에서 쓰고 있다.
- 중국어 - 동남아시아 일부 국가(싱가포르, 말레이시아)에서 쓰고 있다.

## 같이 보기
- 언어지리학
- 다중심언어